# CBC Radio One
CBC Radio One es una cadena de radio canadiense, cuya programación se compone de noticias y actualidad. Es la principal emisora de habla inglesa de la Canadian Broadcasting Corporation y ofrece contenido de cobertura local como de alcance nacional sin publicidad. Se encuentra disponible para el 98% de la población canadiense mediante las bandas AM y FM y se puede sintonizar al nivel internacional mediante internet. 
Comenzó sus emisiones en 1936 y es la división más antigua de la CBC.

## Perfil
Además de su disponibilidad por radiofrecuencia terrestre, CBC Radio One también es distribuida al nivel nacional por medio de las operadoras satelitales de televisión por suscripción Bell Satellite TV y Shaw Direct. Así mismo, posee una señal de pago dirigida exclusivamente para su distribución en la plataforma de radio satelital Sirius XM. Esta señal reemplaza la emisión de contenido de producción local por programación de cobertura nacional, y puede ser sintonizada por los abonados de Sirius XM tanto en Canadá como en Estados Unidos. 
Para 2010, la cadena de radio alcanzó un promedio de 4 300 000 espectadores por semana. Es considerada la emisora radiofónica más grande del país.

## Historia
La radio de la CBC (CBC Radio) empezó en el año 1936, y es la rama más antigua de la corporación. En 1949, las instalaciones y el personal de la Corporación de radiodifusión de Newfoundland fueron transferidas a la CBC, junto con la entrada de Newfoundland a la Confederación Canadiense.
A inicios de 1944, la CBC operaba dos cadenas de radios en inglés: la primera, llamada Trans-Canada Network; y la segunda, Dominion Network, cuyas 35 estaciones de radio estaban afiliadas a privados, a excepción de la CJBC, que se estableció en Toronto como su sede. Sus programaciones tendían a ser más "ligeras" que las de la primera cadena, transmitiendo más programas de Estados Unidos. También, esta red hacía sus emisiones solo por las tardes, dándole así la oportunidad a sus afiliados de publicitar en la mañana.
En 1962, la Dominion Network fue disuelta y dentro de pocos años la radio CJBC se convirtió en una estación de radio francófona, transmitiendo para Radio-Canada.
- Datos: Q5009037